# Modello di Klein-Monti
Il modello di Klein-Monti (risultato di studi pubblicati nel 1971 e nel 1972) è un modello completo di comportamento di una banca in regime di monopolio. Si tratta, cioè, di un modello teorico che si propone di spiegare le modalità attraverso cui si determina l'equilibrio microeconomico delle banche (modello di comportamento), considerando scelte di ottimizzazione che riguardano tanto l'attivo quanto il passivo (modello completo). 
All'interno della categoria dei modelli di comportamento delle banche tale modello risulta essere lo schema teorico maggiormente condiviso tra gli economisti, in particolare perché si basa sull'assunzione di monopolio nel mercato degli impieghi e nel mercato della raccolta (a differenza di altri modelli che ipotizzano la concorrenza perfetta).

## Ipotesi del modello
Ipotesi:
- monopolio nel mercato dei prestiti e nel mercato dei depositi;
- concorrenza perfetta nel mercato dei titoli;
- assenza di ricavi da servizi;
- assenza di costi
- {\displaystyle D} = quantità depositi;
- {\displaystyle T} = quantità titoli;
- {\displaystyle R} = quantità riserve;
- {\displaystyle k} = proporzione di depositi destinata a riserva obbligatoria;
- {\displaystyle i_{L}} = tasso d'interesse sui prestiti;
- {\displaystyle i_{D}} = tasso d'interesse sui depositi;
- {\displaystyle i_{T}} = tasso d'interesse sui titoli (privi di rischio);
- {\displaystyle i_{R}} = tasso d'interesse sulle riserve;
- {\displaystyle i_{rob}} = tasso d'interesse sulla riserva obbligatoria;
- riserve = riserva obbligatoria (ipotesi semplicistica di assenza di riserve libere);
- {\displaystyle L+R+T=D} (impieghi = fonti, ipotizzando per semplicità che la banca raccolga le proprie fonti di finanziamento solo attraverso i depositi);
- {\displaystyle NV} = valore netto della banca alla fine del periodo di investimento;
- {\displaystyle L_{d}=f(i_{L})} (domanda di prestiti);
- {\displaystyle D_{d}=f(i_{D})} (domanda di depositi);
- {\displaystyle \eta _{L_{d}}} = elasticità della domanda di prestiti rispetto al tasso {\displaystyle i_{L}};
- {\displaystyle \eta _{D_{d}}} = elasticità della domanda di depositi rispetto al tasso {\displaystyle i_{D}}.

## Esposizione del modello
Considerando i ricavi degli investimenti (prestiti, titoli, attività con funzione di riserva liquida) e i costi dei finanziamenti (raccolta dei depositi), e tralasciando per semplicità l'esistenza di ricavi da servizi e costi reali, questa è la formula del valore netto della banca a fine periodo di investimento:
{\displaystyle NV=L(1+i_{L})+T(1+i_{T})+R(1+i_{R})-D(1+i_{D})}
Considerando per semplicità che le riserve detenute dalla banca corrispondano alla sola riserva obbligatoria (rob), la formula del valore netto si ottiene ponendo {\displaystyle R=kD} e {\displaystyle i_{R}=i_{rob}}:
{\displaystyle NV=L(1+i_{L})+T(1+i_{T})+kD(1+i_{rob})-D(1+i_{D})}
Dato che:
{\displaystyle L+R+T=D}
Abbiamo:
{\displaystyle T=D-L-R}
Il valore netto diventa:
{\displaystyle {\begin{aligned}NV&=L(1+i_{L})+(D-L-kD)(1+i_{T})+kD(1+i_{rob})-D(1+i_{D})\\&=L(1+i_{L})+D(1+i_{T})-L(1+i_{T})-kD(1+i_{T})+kD(1+i_{rob})-D(1+i_{D})\\&=L(1+i_{L}-1-i_{T})-D(1+i_{D}-1-i_{T})-kD(1+i_{T}-1-i_{rob})\\&=L(i_{L}-i_{T})-D(i_{D}-i_{T})-kD(i_{T}-i_{rob})\\\end{aligned}}}
dove (considerando {\displaystyle i_{T}} come il tasso d'interesse privo di rischio):
- {\displaystyle (i_{L}-i_{T})>0} è il premio per il rischio richiesto dalla banca ai prenditori di fondi; è positivo perché la banca vuole compensare il proprio rischio di credito e il proprio rischio di liquidità inerenti all'attività di prestito.
- {\displaystyle (i_{D}-i_{T})<0} è il premio per il rischio offerto ai depositanti dalla banca; è negativo (ovvero, la banca che chiede ai depositanti un premio per il rischio, in termini di minore remunerazione offerta ai loro investimenti in depositi rispetto a quella che potrebbero ottenere investendo in titoli privi di rischio) perché, sebbene i depositanti corrano un rischio in caso di fallimento bancario, l'estrema liquidità dello strumento deposito, il controllo professionale dei rischi da parte della banca e la presenza (in certi paesi) di un meccanismo di assicurazione sui depositi rendono in realtà tale strumento poco rischioso e molto comodo per i depositanti.

- {\displaystyle (i_{T}-i_{rob})>0} è il costo opportunità del detenere riserve (da notare che non si tratta di un costo totale, ma di un costo marginale, ovvero costo per unità di capitale investito in riserve). Rappresenta il costo in termini di mancato guadagno derivato dal fatto che la banca centrale obbliga le banche a detenere una parte di liquidità presso di essa, remunerandola ad un tasso inferiore a quello di mercato; questa quantità agirà quindi in senso negativo sul valore netto, per cui sarà maggiore di 0 (dato che l'addendo {\displaystyle -kD(i_{rob}-i_{T})} risulta negativo solo quando {\displaystyle (i_{rob}-i_{T})>0}).

La domanda di prestiti e la domanda di depositi sono rispettivamente:
{\displaystyle L_{d}=f(i_{L})}  (funzione decrescente rispetto al tasso d'interesse sui prestiti)
{\displaystyle D_{d}=f(i_{D})} (funzione crescente rispetto al tasso d'interesse sui depositi)
Il valore netto dovrà tenere conto della combinazioni quantità-tasso accettabili dalla domanda; la funzione del valore netto diventa quindi:
{\displaystyle NV=L_{d}(i_{L}-i_{T})-D_{d}(i_{D}-i_{T})-kD_{d}(i_{T}-i_{rob})}
L'obiettivo della banca è la massimizzazione del profitto, ovvero la massimizzazione della funzione del valore netto a fine periodo rispetto alle variabili strategiche che la banca può governare; in presenza di monopolio la banca può governare direttamente la variabile prezzo (in questo caso corrispondente al tasso d'interesse, quello sui prestiti e quello sui depositi); il problema di ottimizzazione della banca può essere espresso dunque come:
{\displaystyle max_{(i_{L},i_{D})}NV=L_{d}(i_{L}-i_{T})-D_{d}(i_{D}-i_{T})-kD_{d}(i_{T}-i_{rob})}
Risolvendo il problema di massimizzazione in due variabili si ha il sistema costituito dalle seguenti equazioni:
{\displaystyle {\frac {\partial NV}{\partial i_{L}}}={\frac {\partial L_{d}}{\partial i_{L}}}(i_{L}-i_{T})+L_{d}=0} (derivata parziale di {\displaystyle NV} rispetto a {\displaystyle i_{L}} posta uguale a 0)
{\displaystyle {\frac {\partial NV}{\partial i_{D}}}=-{\frac {\partial D_{d}}{\partial i_{D}}}(i_{D}-i_{T})-D_{d}-k(i_{T}-i_{rob}){\frac {\partial D_{d}}{\partial i_{D}}}=0} (derivata parziale di {\displaystyle NV} rispetto a {\displaystyle i_{D}} posta uguale a 0)
Sviluppando la prima equazione si ottiene:
{\displaystyle {\frac {\partial L_{d}}{\partial i_{L}}}(i_{L}-i_{T})+L_{d}=0}
{\displaystyle {\frac {\partial L_{d}}{\partial i_{L}}}i_{L}-{\frac {\partial L_{d}}{\partial i_{L}}}i_{T}+L_{d}{\frac {i_{L}}{i_{L}}}=0}
{\displaystyle i_{L}\left({\frac {\partial L_{d}}{\partial i_{L}}}+{\frac {L_{d}}{i_{L}}}\right)-{\frac {\partial L_{d}}{\partial i_{L}}}i_{T}=0}
{\displaystyle i_{L}{\frac {\partial L_{d}i_{L}+L_{d}\partial i_{L}}{i_{L}\partial i_{L}}}={\frac {\partial L_{d}}{\partial i_{L}}}i_{T}}
{\displaystyle i_{L}=i_{T}{\frac {\partial L_{d}}{\partial i_{L}}}{\frac {i_{L}\partial i_{L}}{\partial L_{d}i_{L}+L_{d}\partial i_{L}}}}
{\displaystyle i_{L}=i_{T}{\frac {\partial L_{d}i_{L}}{\partial L_{d}i_{L}+L_{d}\partial i_{L}}}}
{\displaystyle i_{L}=i_{T}{\frac {\frac {\partial L_{d}i_{L}}{\partial i_{L}L_{d}}}{\frac {\partial L_{d}i_{L}+L_{d}\partial i_{L}}{\partial i_{L}L_{d}}}}} (dividendo numeratore e denominatore per {\displaystyle \partial i_{L}L_{d}})
{\displaystyle i_{L}=i_{T}{\frac {{\frac {\partial L_{d}}{\partial i_{L}}}{\frac {i_{L}}{L_{d}}}}{1+\left({\frac {\partial L_{d}}{\partial i_{L}}}{\frac {i_{L}}{L_{d}}}\right)}}}
{\displaystyle i_{L}=i_{T}{\frac {\eta _{L_{d}}}{1+\eta _{L_{d}}}}} (dove {\displaystyle \eta _{L_{d}}={\frac {\partial L_{d}}{\partial i_{L}}}{\frac {i_{L}}{L_{d}}}} è l'elasticità della domanda di prestiti rispetto al tasso {\displaystyle i_{L}})
Analogamente, sviluppando la seconda equazione della massimizzazione con opportuni passaggi, si ottiene:
{\displaystyle i_{D}={\frac {[i_{T}-k(i_{T}-i_{rob})]\eta _{D_{d}}}{1+\eta _{D_{d}}}}} (dove {\displaystyle \eta _{D_{d}}={\frac {\partial D_{d}}{\partial i_{D}}}{\frac {i_{D}}{D_{d}}}} è l'elasticità della domanda di depositi rispetto al tasso {\displaystyle i_{D}})
Riassumendo quindi i tassi di equilibrio sul mercato dei prestiti e sul mercato dei depositi saranno così fissati dalla banca:
{\displaystyle i_{L}=i_{T}{\frac {\eta _{L_{d}}}{1+\eta _{L_{d}}}}}
{\displaystyle i_{D}={\frac {[i_{T}-k(i_{T}-i_{rob})]\eta _{D_{d}}}{1+\eta _{D_{d}}}}}

## Conclusioni
Dal modello risulta una dicotomia tra il tasso d'interesse sui prestiti e il tasso d'interesse sui depositi (la fissazione dell'uno non influisce sulla fissazione dell'altro, se non indirettamente attraverso variabili determinanti comuni).
I titoli rappresentano una sorta di "variabile buffer", ovvero una posta attiva che viene "riempita" quando vi sono risorse in eccesso, e "svuotata" quando si vogliono ottenere delle risorse in più (attraverso la liquidazione dei titoli) da investire maggiormente in prestiti; non sempre quindi una riduzione dei depositi comporta una riduzione dei prestiti, dato che le banche possono appunto sfruttare le risorse detenute in titoli e reinvestirle in prestiti.
Per quanto riguarda gli effetti della politica monetaria, diversi sono i fattori su cui questa può agire per controllare l'ammontare delle grandezze bancarie (depositi e prestiti): tasso d'interesse sui titoli, tasso d'interesse sulla riserva obbligatoria, frazione di riserva obbligatoria.
Va infine sottolineato come i tassi fissati dalla banca sui due mercati controllati monopolisticamente siano funzione dell'elasticità della domanda al tasso d'interesse: se l'elasticità aumenta la banca fissa tassi d'interesse per essa più convenienti (del resto in genere esiste una relazione diretta tra elasticità della domanda rispetto al prezzo e grado di monopolio).

## Critiche
Nonostante il comune riconoscimento dell'importanza del modello da parte degli studiosi, si rilevano alcuni spunti critici che evidenziano la necessità di approfondire gli studi teorici per migliorarne la capacità rappresentativa e interpretativa dei fenomeni economici considerati. Le principali critiche del modello riguardano i seguenti aspetti:
- assenza del fattore rischio nella funzione di ottimizzazione della banca (assumendo la neutralità al rischio, il problema di ottimizzazione non si configura come scelta della combinazione ottimale rendimento atteso-rischio, ma semplicemente come scelta del livello ottimale del profitto);
- assenza di relazione diretta tra ottimizzazione dell'attivo e ottimizzazione del passivo;
- assenza di una prospettiva di scelta multiperiodale;
- assenza di costi reali nella funzione obiettivo della banca (ovvero nella funzione del valore netto).